# Déri János-díj

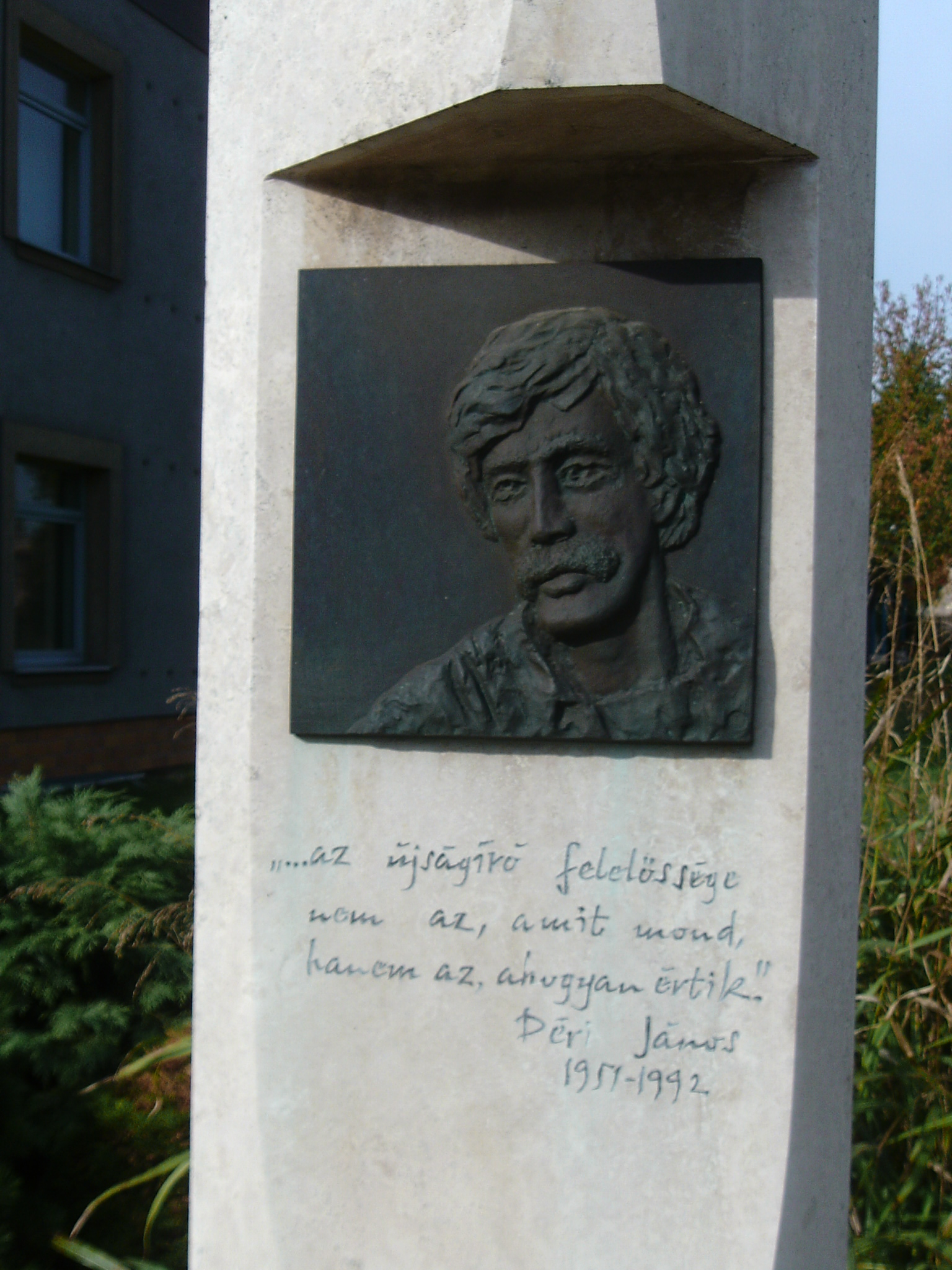
„…az újságíró felelőssége nem az, amit mond, hanem az, ahogyan értik.”
Déri János emlékoszlopa a (Dunaújvárosi Egyetem Kommunikáció- és Médiatudományi Tanszék)

A Déri János-díjat az 1992-ben, 41 évesen elhunyt Déri János szerkesztő-riporter, humorista, televíziós és rádiós kollégái alapították. A róla elnevezett elismerést minden évben olyan művésznek ítélik oda, akiknek több műfajban sikerült maradandót alkotni, csakúgy mint a díj névadójának. 
A díjat az Április 14. Alapítvány kuratóriuma ítéli oda az arra érdemes művészeknek. A döntőtestület tagjai: Horvát János, Szegvári Katalin, Endrei Judit, Kóthy Judit, Farkasházy Tivadar, Fodor János, Rózsa Péter, Wisinger István és Nagy Bandó András.
A Déri János-díj egy aranyból készült egyforintos. Az újságírók és színészek körében a mai napig szokás a kimagasló ötleteket egyforintos érmével jutalmazni.

## A díjazottak
- 1993: Bereményi Géza
- 1994: Márta István
- 1995: Geszti Péter
- 1996: Földes László (Hobo)
- 1997: Sebestyén Márta
- 1998: Fábry Sándor
- 1999: Koltai Róbert
- 2000: Verebes István
- 2001: Alföldi Róbert[2]
- 2002: Hernádi Judit[3]
- 2003: Gálvölgyi János
- 2004: Kern András
- 2005: Kepes András
- 2006: Juszt László
- 2007: Friderikusz Sándor
- 2008: Rózsa Péter[4]
- 2009: Hajós András
- 2010: Krizsó Szilvia[5]
- 2011: Kálmán Olga[6]
- 2012: Parti Nagy Lajos[7]
- 2013: Megyesi Gusztáv[8]
- 2014: Aczél Endre[9]
- 2015:
- 2016:
- 2017:
- 2018: